# Peter Pieters
Peter Pieters, född den 2 februari 1962 i Zwanenburg, är en nederländsk tidigare tävlingscyklist, professionell från 1984 till 1995, som hade framgångar på såväl landsväg som på bana. På landsväg märks främst segern i Paris–Tours 1988 och den nederländska mästartiteln i linjelopp samma år, medan hans främsta framgångar på bana var europamästartiteln i omnium 1995, ett antal nationsmästerskapstitlar i olika discipliner samt två segrar i sexdagarslopp.
Efter karriären fortsatte Pieters från 1999 först som coach för Nederländernas banlandslag, sedan som coach för det polska landslaget (under 2009) och slutligen, 2010–2021, som förbundskapten för Belgiens banlandslag. Han är far till Amy Pieters (som, bland annat, blev världsmästare i madison tre gånger 2019–2021 och därtill europamästare i linjelopp 2019).

## Meriter – landsväg
| 1984 Vinnare av etapp 1 Vuelta a Burgos 2:a i Ronde van Overijssel 4:a totalt i Ronde van Nederland 1985 Vinnare av prologen (ITT) i Vuelta a Murcia 1986 3:a totalt i Ronde van Nederland 1987 Vinnare av etapp 3 i Vuelta a Burgos 4:a i GP Raymond Impanis 4:a i GP de Denain 6:a i Scheldeprijs 6:a i Le Samyn 1988 Vinnare av Paris–Tours Vinnare av etapp 2 i Belgien runt Nederländsk mästare i linjelopp Vinnare av etapp 2 i Dunkerques fyradagars 2:a i Ronde van Limburg 1989 Vinnare av De Kustpijl 2:a i Omloop van de Westkust 8:a i Veenendaal–Veenendaal 10:a i linjelopp vid Nederländska mästerskapen | 1990 Vinnare av etapp 3 i Ronde van Nederland 2:a i Veenendaal–Veenendaal 2:a i Omloop der Vlaamse Ardennen 2:a i GP de Denain 3:a i Le Samyn 3:a i Benego Omloop 1991 2:a i Omloop Het Volk 2:a i Ronde van Midden-Zeeland 3:a i GP Wieler Revue 4:a i Paris–Roubaix 5:a i Kuurne–Bryssel–Kuurne 6:a i Paris–Tours 7:a totalt i Tour de l'Oise Vinnare av poängtävlingen Vinnare av etapp 3 1993 9:a i linjelopp vid Nederländska mästerskapen 1995 10:a i individuellt tempolopp vid Nederländska mästerskapen 1998 10:a i individuellt tempolopp vid Nederländska mästerskapen |

## Meriter – bana
| 1991 3:a i poänglopp | 1995 Europamästare i Omnium (uthållighet) |

| 1986 3:a i Madrids sexdagars med Alain Bondue 1991 2:a i Bordeaux sexdagars med Pascal Lino 2:a i Gents sexdagars med Urs Freuler 2:a i Münchens sexdagars med Remig Stumpf 3:a i Dortmunds sexdagars med Jochen Görgen 1992 Vinnare av Bordeaux sexdagars med Pascal Lino 2:a i Antwerpens sexdagars med Urs Freuler 2:a i Dortmunds sexdagars med Olaf Ludwig 2:a i Gents sexdagars med Urs Freuler 3:a i Zürichs sexdagars med Urs Freuler 1993 Vinnare av Bremens sexdagars med Urs Freuler 2:a i Antwerpens sexdagars med Urs Freuler 2:a i Bordeaux sexdagars med Urs Freuler 2:a i Stuttgarts sexdagars med Konstantin Chrabtsov | 1985/1986 Nederländsk mästare i poänglopp 2:a i keirin 2:a i individuellt förföljelselopp 1986/1987 Nederländsk mästare i lagförföljelselopp 2:a i poänglopp 1994/1995 Nederländsk mästare i individuellt förföljelselopp 1995/1996 Nederländsk mästare i individuellt förföljelselopp Nederländsk mästare i poänglopp 1996/1997 Nederländsk mästare i individuellt förföljelselopp Nederländsk mästare i poänglopp 3:a i madison med Tommy Post 1997/1998 Nederländsk mästare i madison med Robert Slippens 1998/1999 Nederländsk mästare i poänglopp 2:a i individuellt förföljelselopp |